# Sergueï Korjoukov
 (octobre 2019).
Sergueï Vladimirovitch Korjoukov (en russe : Серге́й Коржуков), né le 12 février 1959 et mort le 20 juillet 1994, est un musicien et soliste russe, reconnu comme l'unique chanteur de toutes les chansons du groupe Lesopoval durant les premières années de son existence. 
Il est mort d'une rupture de l'aorte, conséquente à la chute du balcon de son appartement à Moscou. Des rumeurs indiquent qu'il aurait été poussé[Lesquelles ?].